# التغير المؤقت
التغير المؤقت (بالإنجليزية: The Change-Up)‏ هو فيلم كوميدي تم إنتاجه في الولايات المتحدة وصدر في سنة 2011. الفيلم من إخراج دافيد دوبكن وكتابة جون لوكاس وسكوت مور.

## بطولة
- رايان رينولدز
- جيسن بيتمان
- ليزلي مان
- أوليفيا وايلد
- آلان آركين

## القصة
يدور الفيلم في اطار كوميدى، حين يقرر الصديقان ميتش وديف تبديل حياتهم معا، ويفاجأ الصديقان بانقلاب حياتهما رأسا على عقب .

## الميزانية والإيرادات
بلغت تكلفة إنتاج الفيلم حوالي 52 مليون دولار بينما حقق أرباحا تقدر بـ 75,450,437 دولار.

## روابط خارجية
- التغير المؤقت على موقع IMDb (الإنجليزية)
- التغير المؤقت على موقع ميتاكريتيك (الإنجليزية)
- التغير المؤقت على موقع روتن توميتوز (الإنجليزية)
- التغير المؤقت على موقع نتفليكس (الإنجليزية)
- التغير المؤقت على موقع قاعدة بيانات الأفلام العربية
- التغير المؤقت على موقع ألو سيني (الفرنسية)
- التغير المؤقت على موقع Turner Classic Movies (الإنجليزية)
- التغير المؤقت على موقع أول موفي (الإنجليزية)
- التغير المؤقت على موقع بوكس أوفيس موجو (الإنجليزية)
- التغير المؤقت على موقع فيلمافينيتي (الإسبانية)